# Echinopsyllus normani
Echinopsyllus normani är en kräftdjursart som beskrevs av G.O. Sras 1909. Echinopsyllus normani ingår i släktet Echinopsyllus, och familjen Ancorabolidae. Arten är reproducerande i Sverige.